# 有間忍
有間忍（日語：有間しのぶ，1964年5月18日—），日本漫畫家、俳人。

## 經歷
福島縣會津若松市出身，1982年於《Young Magazine》出道。作品《本場ぢょしこうマニュアル》1987年電影化。
2019年作品《その女、ジルバ》榮獲第23屆手塚治虫文化賞的漫畫大賞。